# 빗자루, 금붕어 되다
"빗자루, 금붕어 되다"는 2010년에 개봉한 대한민국의 영화이다.

## 캐스팅
- 유순웅 : 장필  역
- 김재록  : 윤호  역
- 최유진 : 지수 / 모니터판 여자 / 조각품사는여자 역
- 임형태 : 고시원장 역
- 박규 : 원생 1 역
- 유기태 : 원생 2 역
- 박부영 : 원생 3 역
- 박진훈 : 서점주인역
- 박우생 : 모니터수집상 역
- 조경훈 : 재활용센터주인 역
- 조준희 : 병훈 역
- 김경란 : 병훈 모 역
- 이훈희 : 사내  역
- 김광진 : 인력사무소장  역
- 박기천 : 고물상주인 역
- 이재도 : 폐휴지수거노인 역
- 윤종구 : 퍽치기 1 역
- 김명신 : 퍽치기 2 역
- 김동주 : 노숙인 역
- 최정숙 : 초인종 (목소리) 역